# Faculdades Integradas de Vitória
As Faculdades Integradas de Vitória, ou Faculdade de Direito de Vitória (FDV) é uma instituição de ensino superior no estado do Espírito Santo. Garantiu destaque no estudo do Direito no estado, sendo considerada na avaliação anual da Folha de S. Paulo como a melhor faculdade de direito do estado do Espírito Santo, de acordo com o mercado e com a qualidade de ensino.

## História
Fundada em 1995, a Faculdade de Direito de Vitória (FDV) teve o curso de Direito aprovado pelo MEC em julho daquele ano. Devido à qualidade do trabalho desenvolvido, obteve já no terceiro ano de funcionamento, o reconhecimento pelo Ministério da Educação, fato até então, inédito no país.
Os cursos de especialização em Direito são oferecidos desde 1996. Em 2002, teve início o mestrado na área de Direitos e Garantias Fundamentais, o primeiro autorizado pela CAPES no Espírito Santo.
Em 2007 lançou o curso de Direito Integral com o objetivo de oferecer ao aluno uma formação ampliada, com disciplinas e atividades que vão além do currículo padrão do curso de Direito.

## Premiações
Desde a sua fundação, a Faculdade de Direito de Vitória (FDV) vem obtendo resultados que comprovam o reconhecimento da qualidade do curso oferecido. Siga a linha do tempo e veja a comprovação na nossa Formação de Verdade ao longo desses 15 anos de existência.
2001
Nota A no Provão do MEC
Faculdade que mais aprovou no Exame da OAB
2002
Nota A no Provão do MEC
Faculdade que mais aprovou no Exame da OAB
Projeto Político Pedagógico selecionado pelo INEP (Instituto Nacional de Estudos e Pesquisas Educacionais) como modelo para as faculdades particulares do país
2003
Pelo terceiro ano consecutivo, a FDV é nota A no Provão do MEC
2006
Recebeu do Guia do Estudante o título de Curso de Direito 5 estrelas e ficou entre as 19 melhores faculdades do país
2007
Única faculdade particular do Estado premiada pelo Conselho Federal da OAB com o título OAB Recomenda
2008
Classificada pelo MEC/INEP como a melhor faculdade do Estado e a terceira melhor do país entre as que oferecem o curso de Direito
1º lugar no Exame Nacional da OAB entre as particulares do país
2009
Pelo segundo ano consecutivo, foi classificada pelo MEC como a 3ª melhor faculdade particular de Direito do país
Classificada pelo MEC como a 10º melhor faculdade do Brasil entre instituições públicas e particulares
2010
CAPES indica o Mestrado da FDV como um dos oito melhores do país, com nota 4 na avaliação
No Exame Nacional da OAB foi a 2ª faculdade com maior índice de aprovação entre as particulares
Nota 4 no Enade

## Corpo Diretivo
Antonio José Ferreira Abikair - 
Diretor-Geral Graduado em Direito pela UFES, Mestrado em Direito pela PUC/RJ, Procurador do Estado do Espírito Santo e Conselheiro Federal da Ordem dos Advogados do Brasil – Seção Espírito Santo.
Paula Castello Miguel - 
Diretora Acadêmica Graduada em Direito pela UFES, Mestre em Direito Comercial pela PUC-SP, Doutora em Direito Comercial pela PUC-SP.
Ricardo Goretti - 
Coordenador do Curso de Direito. Graduado em Direito pela FDV e mestre em Direitos e Garantias Fundamentais pela FDV.
Ivana Bonesi Rodrigues Lellis -
Coordenadora do Curso de Direito Integral. Graduada em Direito pela UFES e Mestre em Direitos Difusos e Coletivos pela PUC-SP.
Renata Valentim -
Coordenadora Administrativo-Financeiro.
Elda Bussinguer -
Coordenadora de Pesquisa.

## O Campus
A FDV desenvolve suas atividades em uma área construída de aproximadamente 3.000m², abrigando o funcionamento do curso de Graduação em Direito, Pós-Graduação e Mestrado  existindo quatro blocos, assim compostos:
Bloco A: Setores administrativos (térreo); Núcleo de Monografia  e  Auditório (1º andar);
Bloco B: Biblioteca,  Laboratório de Informática, cantina (térreo) e mini-auditório (1º andar).
Bloco C: Salas de aula e sala dos professores (térreo); 
Bloco D: Núcleo de Prática Jurídica (NPJ).
Mais informações: http://www.fdv.br/index.php?option=com_content&view=article&id=140&Itemid=256

## Localização
O campus da Faculdade de Direito de Vitória – FDV – está localizado à rua Juiz Alexandre Martins de Castro Filho, nº 215, Santa Lucia, Vitória – ES